# 109E busz (Pécs)
A pécsi 109E jelzésű autóbusz a Fagyöngy utca és a Klinikák között közlekedik munkanapokon csúcsidőben.

## Története
2016. szeptember 1-jétől közlekedik a Fagyöngy utca és a Klinikák között.

## Útvonala
| Fagyöngy utca → Vásárcsarnok → Klinikák | Klinikák → Árkád → Fagyöngy utca |
| --- | --- |
| Fagyöngy utca – Illyés Gyula út – Malomvölgyi út – Nagy Imre út – Aidinger János út – Maléter Pál út – Siklósi út – Árpád híd – Alsómalom utca – Ipar utca – Bajcsy-Zsilinszky utca – Rákóczi út – Hungária utca – Petőfi Sándor utca – Alkotmány utca – Ifjúság útja – Klinikák | Klinikák – Ifjúság útja – Alkotmány utca – Petőfi Sándor utca – Hungária utca – Alsómalom utca – Alsómalom utca – Árpád híd – Siklósi út – Maléter Pál út – Aidinger János út – Nagy Imre út – Malomvölgyi út – Illyés Gyula út – Fagyöngy utca |

## Megállóhelyei
| 109E (Fagyöngy utca – Klinikák) |                               |          | |               |
| Perc (↓)                        | Megállóhely                   | Perc (↑) | Megállóhelyet érintő járatok | Létesítmények |
| 0                               | Fagyöngy utca végállomás      | 29       | 1, 8, 22, 23, 23Y, 24, 33, 51, 52, 62, 73, 73Y, 109E, 142 |               |
| 1                               | Csipke utca                   | 28       | 1, 8, 22, 23, 23Y, 24, 33, 62, 73, 73Y, 109E, 142 |               |
| 2                               | Málom-hegyi út                | 27       | 1, 8, 22, 23, 23Y, 24, 33, 62, 73, 73Y, 109E, 142 |               |
| 3                               | Gadó utca                     | 26       | 1, 8, 22, 23, 23Y, 24, 33, 62, 73, 73Y, 109E, 142 |               |
| 4                               | Tildy Zoltán utca             | 25       | 1, 8, 22, 23, 23Y, 24, 33, 62, 73, 73Y, 109E, 142 |               |
| 5                               | Csontváry utca                | 23       | 1, 3, 3E, 6, 6E, 7, 7Y, 22, 23, 23Y, 24, 55, 60, 60A, 60Y, 61, 62, 73, 73Y, 103, 107E, 109E, 121, 130, 130A, 142 |               |
| 7                               | Sztárai Mihály út             | 22       | 1, 7, 7Y, 22, 23, 23Y, 24, 55, 60, 60A, 60Y, 73, 73Y, 107E, 109E, 142 |               |
| 8                               | Aidinger János út             | 21       | 1, 7, 7Y, 22, 23, 23Y, 24, 55, 60, 60A, 60Y, 73, 73Y, 107E, 109E, 142 |               |
| 10                              | Littke József utca            | 19       | 6, 6E, 7, 7Y, 8, 73, 73Y, 107E, 109E, 121, 142 |               |
| 15                              | Ipar utca                     | ∫        | 3, 6, 8, 33, 60, 60Y, 103, 109E, 130, 130A |               |
| 16                              | Vásárcsarnok                  | ∫        | 4, 4Y, 13, 13E, 13Y, 15, 15A, 30, 31, 32, 32Y, 33, 34Y, 35Y, 44, 46, 60, 60Y, 103, 104, 104A, 104E, 104Y, 109E, 130, 130A |               |
| 18                              | Árkád, Bajcsy-Zsilinszky utca | ∫        | 2, 2A, 2E, 3, 3E, 4, 4Y, 6, 6E, 7, 7Y, 8, 13, 13E, 13Y, 14, 14Y, 15, 15A, 22, 23, 23Y, 24, 25, 26, 26A, 27, 27Y, 28, 28A, 28Y, 29, 30, 33, 38, 38Y, 39, 40, 60, 60Y, 73, 73Y, 102, 102Y, 103, 104, 104A, 104E, 104Y, 107E, 109E, 130, 130A, 140 |               |
| ∫                               | Autóbusz-állomás              | 14       | 3, 3E, 6, 6E, 7, 7Y, 8, 20, 21, 21A, 22, 23, 23Y, 24, 41, 41E, 41Y, 42, 42Y, 43, 60, 60A, 60Y, 73, 73Y, 103, 107E, 109E, 121, 130, 130A · Helyközi és távolsági autóbuszok                                                                      |               |
| ∫                               | Árkád                         | 11       | 2, 2A, 2E, 3, 3E, 4, 4Y, 6, 6E, 7, 7Y, 8, 13, 13E, 13Y, 14, 14Y, 15, 15A, 22, 23, 23Y, 24, 25, 26, 26A, 27, 27Y, 28, 28A, 28Y, 29, 30, 33, 38, 38Y, 39, 40, 60, 60Y, 73, 73Y, 102, 102Y, 103, 104, 104A, 104E, 104Y, 107E, 109E, 130, 130A, 140 |               |
| 20                              | Zsolnay-szobor                | 9        | 2, 2A, 2E, 3, 3E, 6, 6E, 7, 7Y, 8, 13Y, 14, 14Y, 22, 23, 23Y, 24, 25, 26, 26A, 27, 27Y, 28, 28A, 28Y, 29, 30, 31, 32, 32Y, 34, 34Y, 35, 35Y, 36, 37, 38, 38Y, 39, 40, 44, 46, 47, 73, 73Y, 102, 102Y, 103, 107E, 109E, 130, 140                 |               |
| 22                              | Kórház tér                    | 7        | 2, 2A, 2E, 25, 26, 26A, 27, 27Y, 28, 28A, 28Y, 29, 30, 31, 32, 32Y, 34, 34Y, 35, 35Y, 36, 37, 44, 46, 47, 102, 102Y, 103, 107E, 109E, 130 |               |
| 24                              | Petőfi utca                   | 5        | 2, 2A, 2E, 25, 26, 26A, 27, 27Y, 28, 28A, 28Y, 29, 37, 46, 47, 55, 102, 102Y, 107E, 109E |               |
| 26                              | Alkotmány utca                | 4        | 30, 30Y, 37, 46, 47, 55, 103, 109E, 130 |               |
| 28                              | Ifjúság útja                  | 2        | 30, 30Y, 37, 46, 47, 55, 103, 109E, 130 |               |
| 30                              | Klinikák végállomás           | 0        | 30, 30Y, 55, 103, 109E, 130 |               |